# Патрисия Рейес Спиндола
Патрисия Рейес Спиндола (на испански: Patricia Reyes Spíndola) е мексиканска актриса, режисьор и продуцент.

## Биография
Патрисия Рейес Спиндола е родена на 11 юли 1953 г. в Оахака де Хуарес, Оахака, Мексико. Учи актьорско майсторство в Мексико и Лондон. Дебютира в киното през 1973 г. с филма El señor de Osanto, а две години по-късно – в театъра.
Работила е като актриса с режисьорите Нанси Карденас и Артуро Рипстейн. Участва в редица теленовели. Сред наградите, които е спечелила, се открояват наградите Ариел в категория Най-добра актриса за филмите Los motivos de Luz и La reina de la noche.
Дебютира като режисьор през 2000 г. в теленовелата Винаги ще те обичам, продуцирана от Хуан Осорио за мексиканската компания Телевиса.

## Филмография

### Актриса
Телевизия
- Изгрев (2025) – Ховита Иглесиас
- Жени убийци (2024) – Теодора
- Отвъд теб (2023) – Сенайда
- Империя от лъжи (2020) – Сара Родригес де Веласко
- Доня Сандовал (2020) – Флоренсия Молина
- Кралицата на Юга (2019) – Кармен Мартинес
- Барът (2019) – Лукресия Паломарес
- В капан (2018) – Марсела
- Път към съдбата (2016) – Бланка Мартинес
- Страхувайте се от живите мъртви (2015 – 2016) – Гриселда Саласар
- Звезда 2 (2015) – Гост
- Цветът на страстта (2014) – Тринидад Барера де Тревиньо
- Семейство с късмет (2011) – Карлота
- Рафаела (2011) – Каридад Мартинес
- Героите на север (2010 – 2013) – Олегария де ла Роса
- Сакатийо (2010) – Доня Фредесвинда Каретас
- Жени убийци (2008 – 2010) – Различни персонажи
- Огън в кръвта (2008) – Кинтина
- Секс и други тайни (2007)
- Тринадесет страхове (2007)
- Семейство Пелуче (2007) – Майката на Екселса
- Най-красивата грозница (2006 – 2007) – Доня Томаса Гутиерес де Мора
- Мащехата (2005) – Вентурина Гарсия
- Невинната ти (2004 – 2005) – Клеотилде
- Тъмна орис (2003 – 2004) – Мария Долорес
- Малки бълхи (2003) – Гриселда
- Саломе (2001 – 2002) – Манола
- Натрапницата (2001) – Рената де Веларде
- Момчето, което дойде от морето (1999) – Алберта Гомес
- Мария Исабел (1997 – 1998) – Мануела
- Малко село, голям ад (1997) – Мартина
- Запален факел (1996) – Доня Хуана де Фонсерада
- Синьо (1996) – Марта
- Жена, случаи от реалния живот (1994 – 2004) – Различни персонажи
- Полетът на орела (1994 – 1995) – Петрона Мори
- Триъгълник (1992) – Вирхиния Верти де Гранадос
- В плътта (1990 – 1991) – Тота де Ортега
- Тереса (1989) – Хосефина Мартинес
- Странното завръщане на Диана Саласар (1988) – Хордана Нуниес
- Маркираният час (1986)
- Чакане (1985 – 1986) – Рефухио
- Предателство (1984 – 1985) – Лидия
- Проклятието (1983 – 1984) – Теодора
- Бианка Видал (1982 – 1983) – Сирила

Кино
Избрано
- Фрида (2002) – Матилде Кало
- Преди да падне нощта (2000) – Мария Тереса Фрейе де Андраде
- Педро Парамо (1978) – Едувихес Диада

### Режисьор
- Първа част на Жената от Вендавал (2012 – 2013) (локация)
- Първа част на Саломе (2001 – 2002)
- Натрапницата (2001) (локация)
- Винаги ще те обичам (2000)